# Serie B 1953 (baseball)
| andata | 1ª giornata | ritorno    |
| 1953   |             | [[.]] 1953 |
| -      | -           | -          |
| -      | -           | -          |

| andata | 2ª giornata | ritorno    |
| 1953   |             | [[.]] 1953 |
| -      | -           | -          |
| -      | -           | -          |

| andata | 3ª giornata        | ritorno     |
| 1953   |                    | 4 ott. 1953 |
| -      | Ambrosiana-Roma    | 4-6         |
| -      | Giants-Inter Zaule | 6-9         |

## Classifica
```
1. 
ROMA
        833   6  5 
promossa in Serie A

2.
3.
4. Giants      166   6  1
```